# Hồ Peyto
Hồ Peyto là một hồ trong vườn quốc gia Banff, Alberta, Canada. Hồ Peyto được cấp nước từ sông băng trong vườn quốc gia Banff ở Rockies Canada. Có thể đến hồ này từ Parkway Icefields. Nó được đặt tên theo Bill Peyto, một người hướng dẫn đường mòn trong khu vực Banff.
Hồ được hình thành trong một thung lũng của dãy Waputik, giữa đỉnh Caldron, Peyto đỉnh núi Jimmy Simpson, ở độ cao 1.860 m (6.100 ft) 
Trong mùa hè, một lượng đáng kể của dòng chảy băng bột đá xuống hồ, và những hạt đá lơ lửng tạo cho hồ một màu sắc tươi sáng, màu ngọc lam. Bởi vì màu sắc tươi sáng, hình ảnh của hồ thường xuất hiện trong cuốn sách minh họa, và khu vực xung quanh hồ là một điểm tham quan phổ biến cho khách du lịch trong vườn quốc gia. Hồ là tốt nhất nhìn thấy từ đỉnh Bow, điểm cao nhất trên Parkway Icefields.
Hồ được cấp nước bởi rạch Peyto, cống nước từ hồ Caldron và Peyto Glacier (một phần của vùng băng đá Wapta), và chảy vào sông Mistaya.

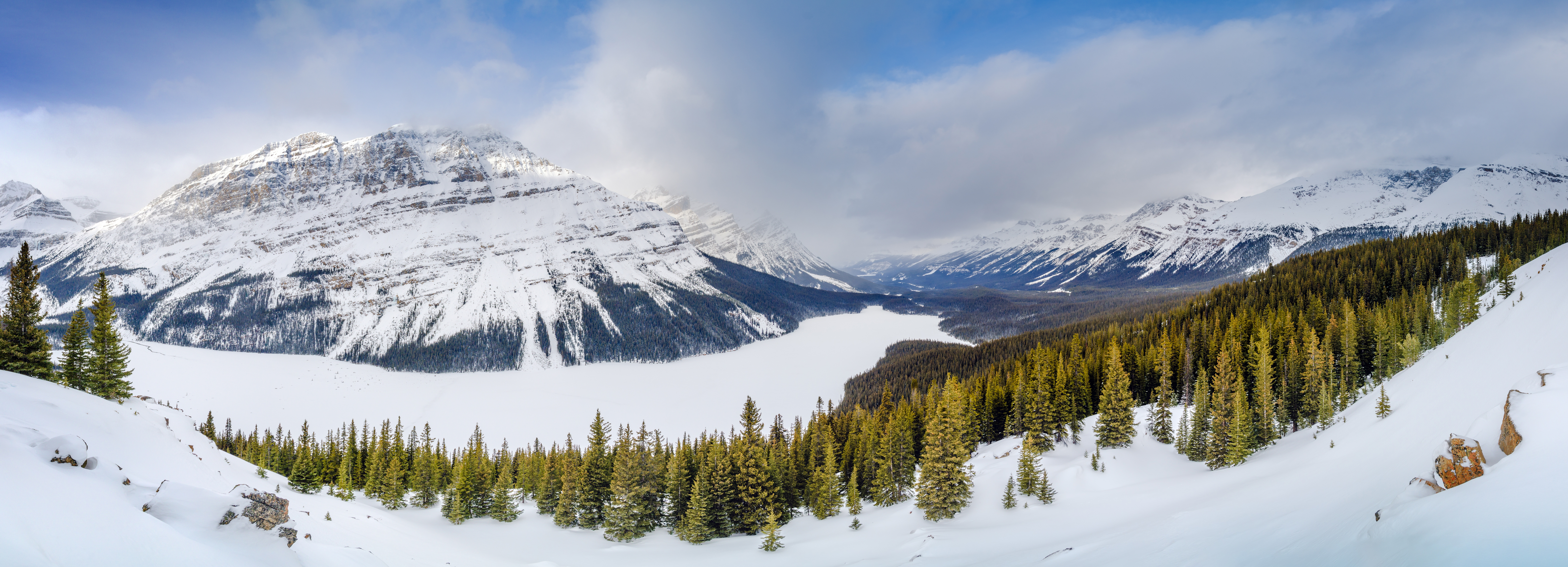
Vào mùa đông
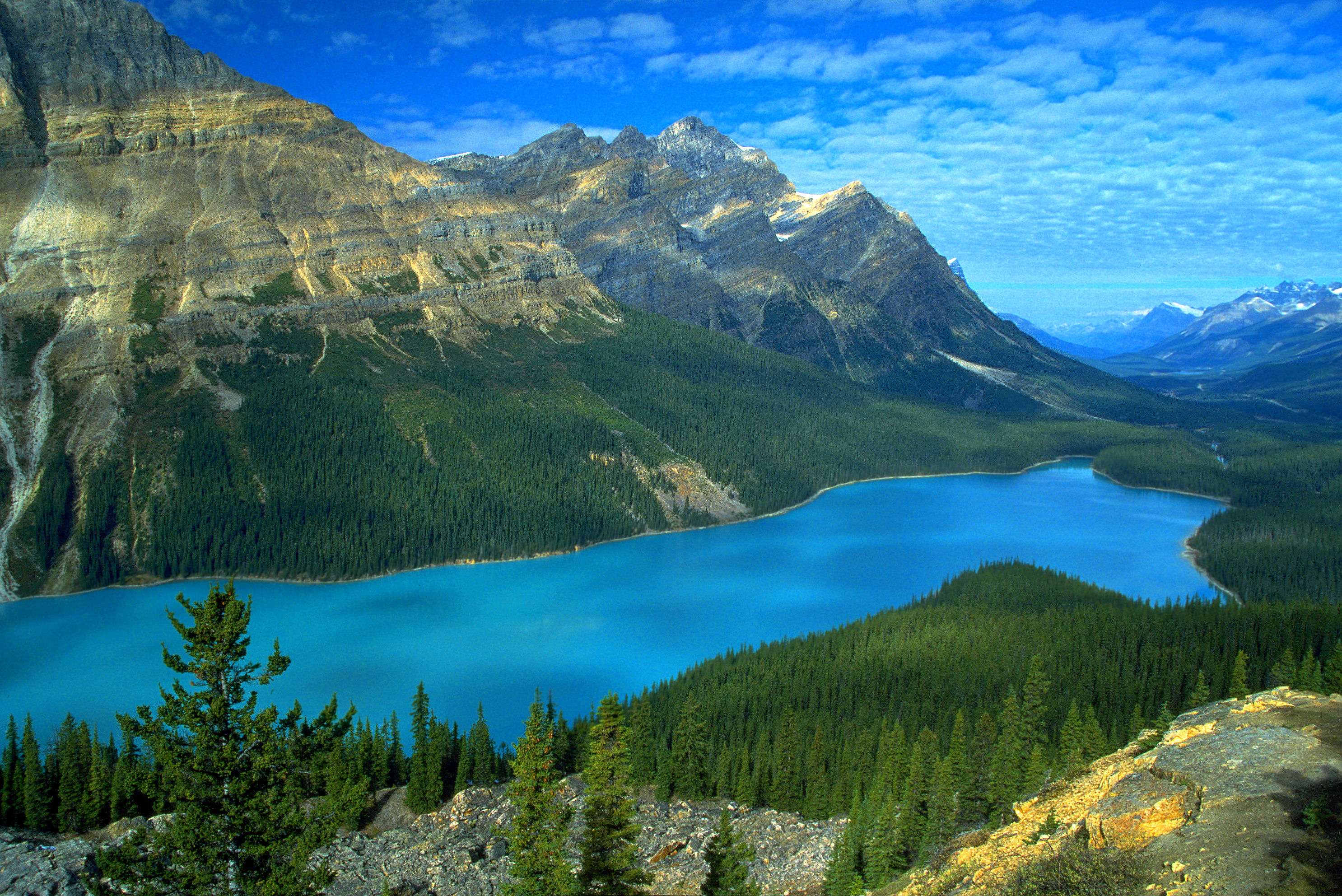
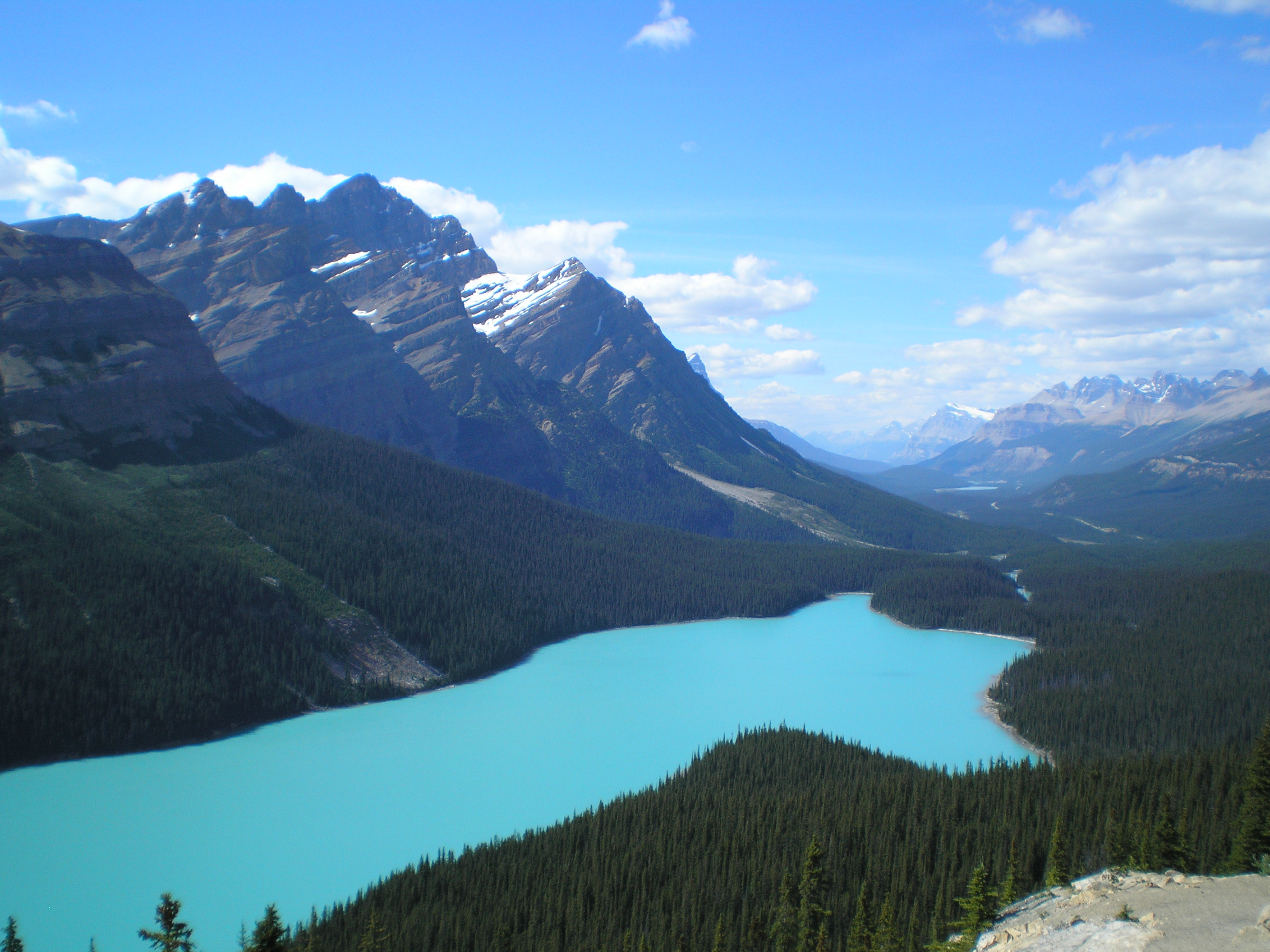
Peyto
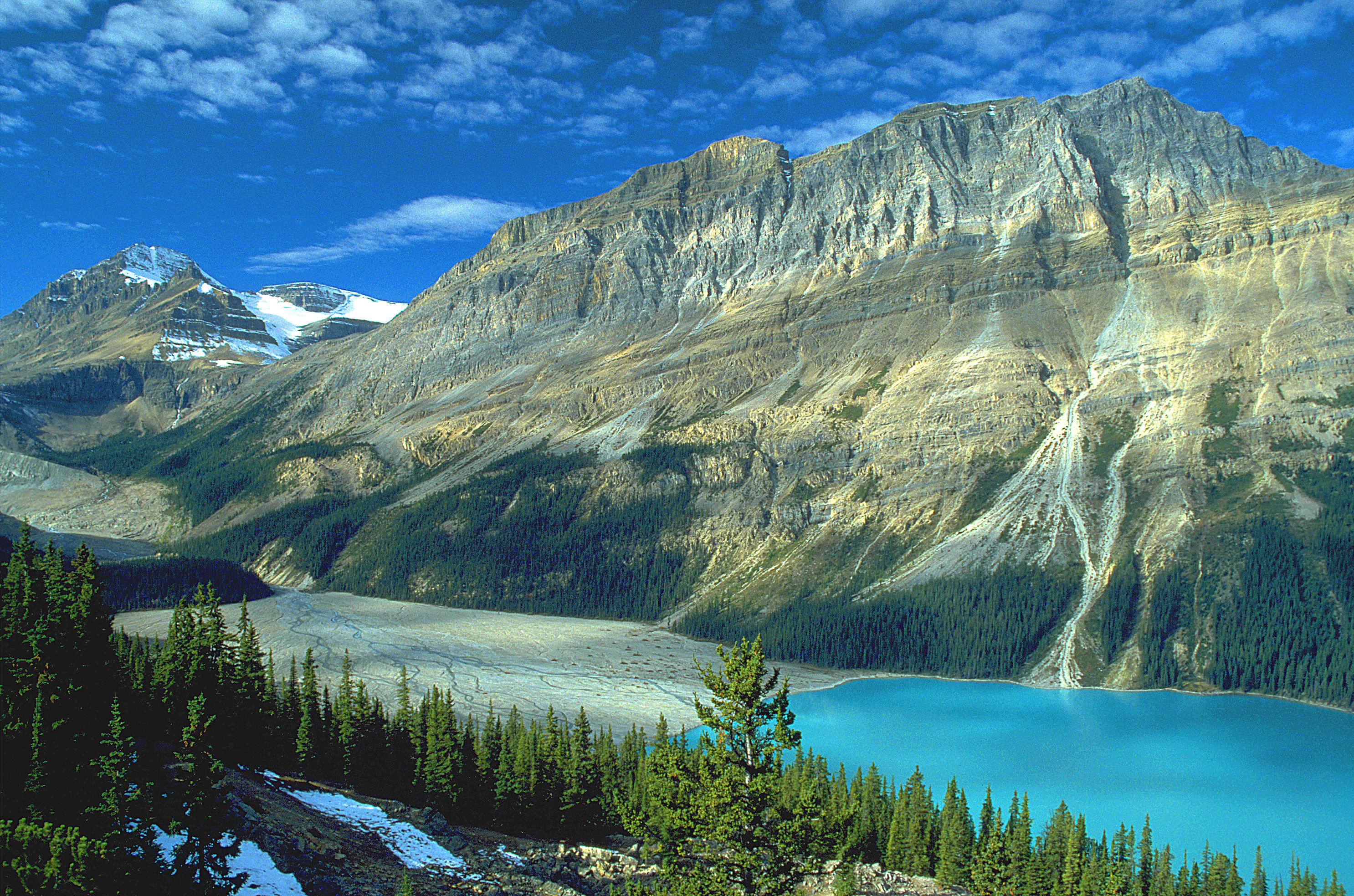
Peyto
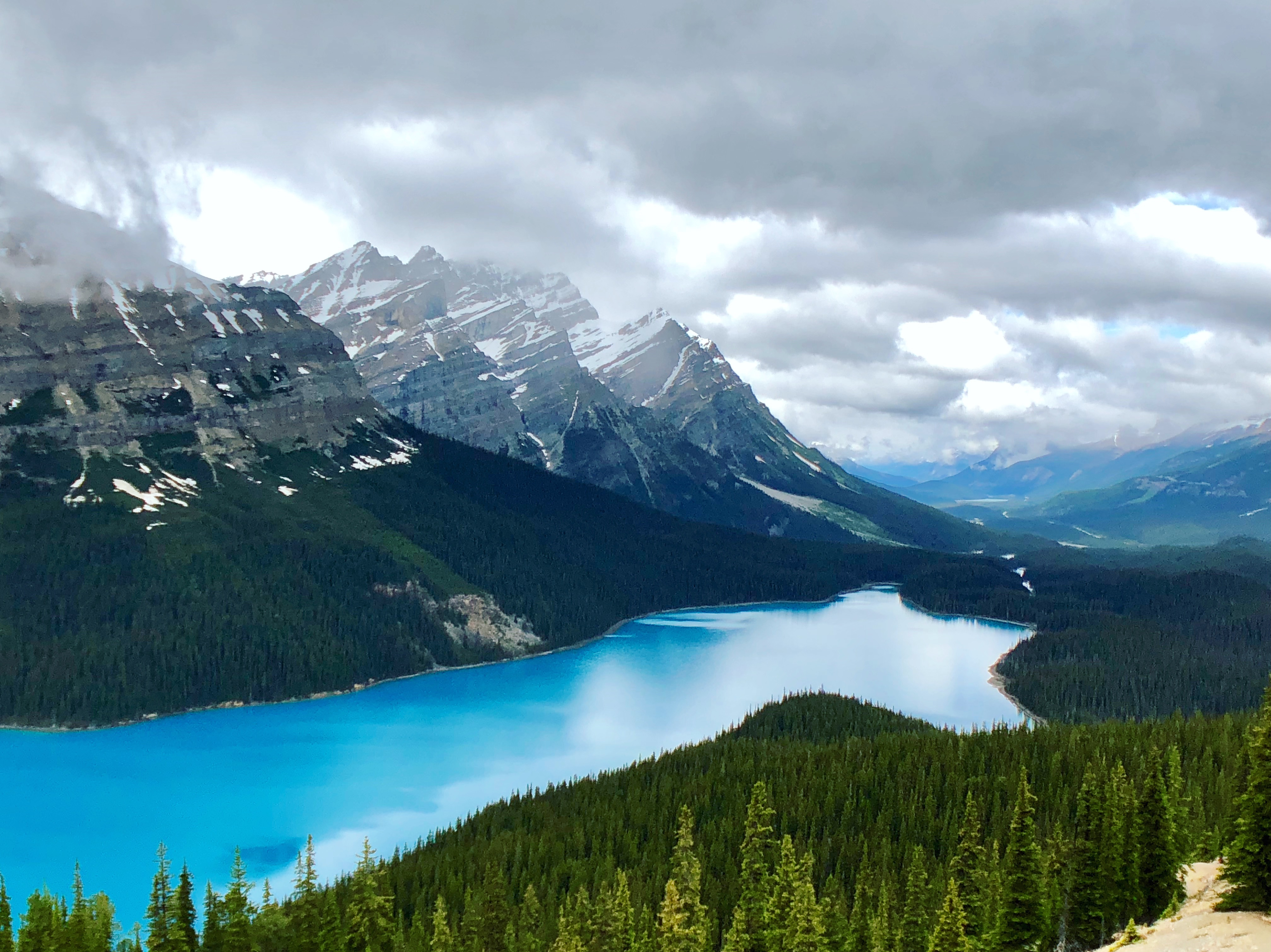
Peyto
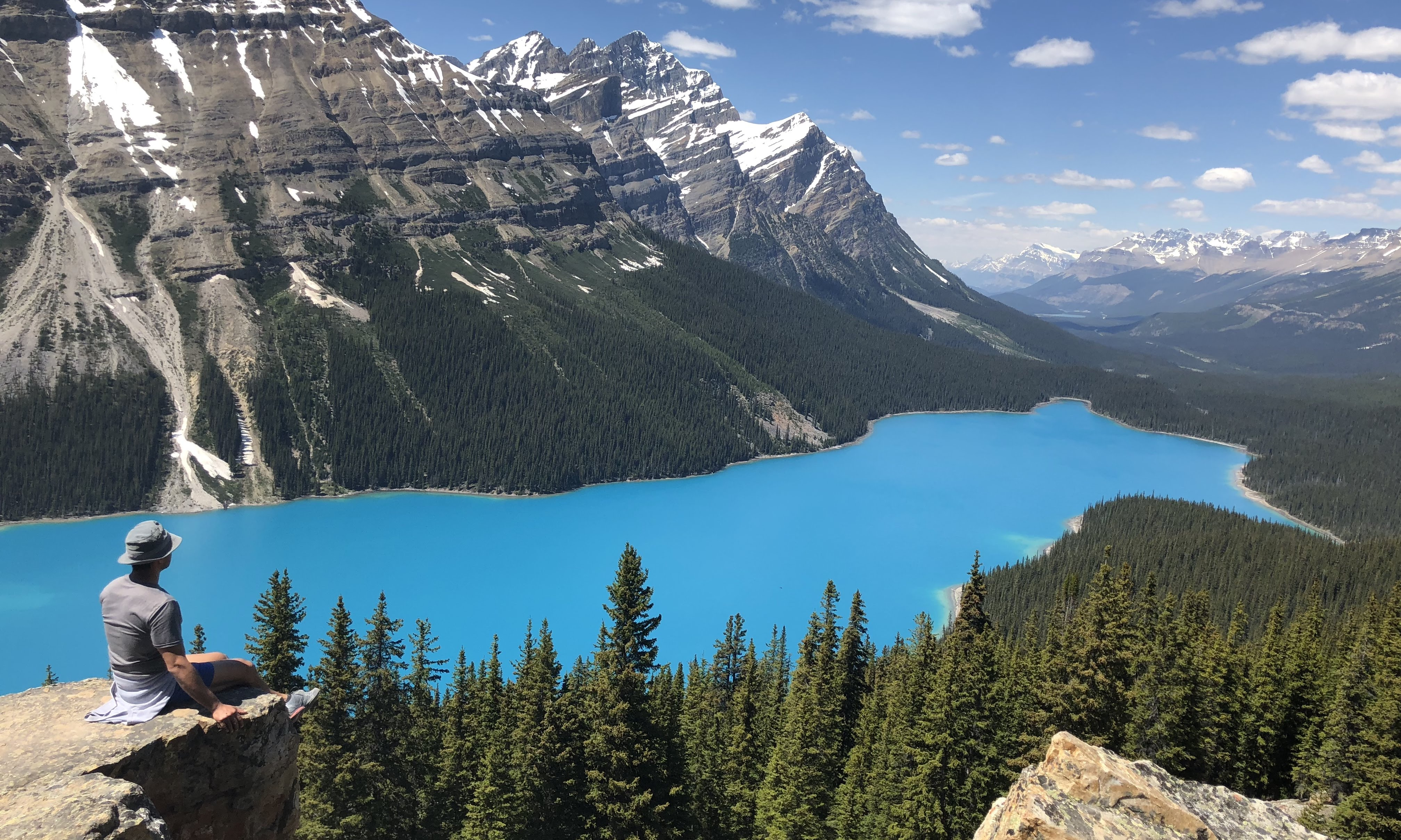